# Синиця
Синиця (Parus) — рід птахів родини Синицеві (Paridae). Невеликі за розміром птахи, живляться комахами та дрібними безхребетними.

## Систематика
Зауваження щодо систематики: залежно від класифікації окремо виділяють роди Melaniparus, Sittiparus, Cyanistes, Lophophanes, Poecile, Periparus.
Види:
- Синиця велика (Parus major)
- Синиця далекосхідна (Parus minor)
- Синиця південноазійська (Parus cinereus)
- Синиця зеленоспинна (Parus monticolus)

Види, що раніше відносились до роду Parus:
- Parus guineensis, відносять до роду Melaniparus
- Parus leucomelas, відносять до роду Melaniparus
- Parus niger, відносять до роду Melaniparus
- Parus carpi, відносять до роду Melaniparus
- Parus albiventris, відносять до роду Melaniparus
- Parus leuconotus, відносять до роду Melaniparus
- Parus funereus, відносять до роду Melaniparus
- Parus rufiventris, відносять до роду Melaniparus
- Parus pallidiventris, відносять до роду Melaniparus
- Parus fringillinus, відносять до роду Melaniparus
- Parus fasciiventer, відносять до роду Melaniparus
- Parus thruppi, відносять до роду Melaniparus
- Parus griseiventris, відносять до роду Melaniparus
- Parus cinerascens, відносять до роду Melaniparus
- Parus afer, відносять до роду Melaniparus
- Parus xanthogenys, відносять до роду Macholophus
- Parus holsti, відносять до роду Macholophus
- Parus semilarvatus, відносять до роду Sittiparus
- Parus varius, відносять до роду Sittiparus або Poecile
- Синиця блакитна (Parus coeruleus), відносять до роду Cyanistes
- Синиця біла (Parus cyanus), відносять до роду Cyanistes
- Синиця чубата (Parus cristatus), відносять до роду Lophophanes
- Гаїчка болотяна (Parus palustris), відносять до роду Poecile
- Гаїчка-пухляк (Parus montanus), відносять до роду Poecile
- Синиця чорна (Parus ater), відносять до роду Periparus